# Šentvid pri Planini
Šentvid pri Planini – wieś w Słowenii, w gminie Šentjur. W 2018 roku liczyła 111 mieszkańców.